# Autospore
Als Autospore wird eine der ungeschlechtlichen Vermehrung dienende Form von Sporen bezeichnet, die bei verschiedenen Algengruppen (etwa Ochrophyta, Chlorophyta, Chrysophyceae, Chlorococcales) vorkommt. Typische Vertreter stammen aus den Gattungen Chlorella und Oocystis.
Autosporen sind dünnwandig, geißellos und unbeweglich. Sie besitzen bereits das typische Aussehen ihrer Elternzellen, aus der sie durch Zellteilung hervorgehen und nach Einreißen von deren Zellwand freigesetzt werden. Im Unterschied zur ebenfalls unbegeißelten Aplanospore fehlt ihnen die Fähigkeit, sich in eine Zoospore umzuwandeln.